# Drosophila borborema
Drosophila borborema este o specie de muște din genul Drosophila, familia Drosophilidae, descrisă de Vilela și Sene în anul 1977. Conform Catalogue of Life specia Drosophila borborema nu are subspecii cunoscute.